# Mulgedium umbrosum
Mulgedium umbrosum là một loài thực vật có hoa trong họ Cúc. Loài này được (Dunn) C.Shih mô tả khoa học lần đầu tiên vào năm 1988.